# Semachrysa matsumurae
Semachrysa matsumurae is een insect uit de familie van de gaasvliegen (Chrysopidae), die tot de orde netvleugeligen (Neuroptera) behoort. 
Semachrysa matsumurae is voor het eerst wetenschappelijk beschreven door Okamoto in 1914.